# Mondd a békáknak!

## Ismertető

### Halálozások
Ebben a részben nem történik haláleset a szereplők részéről.

### Érdekességek
Ebben az epizódban jelenik meg először Daryl Dixon, Carol Peletier, Ed Peletier, Sophia Peletier, Miranda Morales, Eliza Morales, Louis Morales. Ez az egyetlen rész, amelyben a teljes atlantai csoport egyszerre látható.
A szarvast evő járkálót Greg Nicotero a sorozat co-executiv producere és speciális effektusok maszkmestere alakította. Nicotero neve és munkássága később rendezőként is megjelenik.
Ez az első rész, amelyet egyszerre három író (Frank Darabont, Charles H. Eglee és Jack LoGiudice) is jegyzett, valamint ez a rész Gwyneth Horder-Payton első, sorozaton belüli rendezése.
Ez az első rész, amelyikben egyik szereplő sem hal meg.

## Szereposztás

### Főszereplők
- Andrew Lincoln... Rick Grimes
- Jon Bernthal... Shane Walsh
- Sarah Wayne Callies... Lori Grimes
- Laurie Holden... Andrea
- Jeffrey DeMunn... Dale Horvath
- Steven Yeun... Glenn Rhee
- Chandler Riggs... Carl Grimes

### További szereplők
- Norman Reedus... Daryl Dixon
- Michael Rooker... Merle Dixon
- Emma Bell... Amy
- Andrew Rothenberg... Jim

### Vendégszereplők
- IronE Singleton... T-Dog
- Adam Minarovich... Ed Peletier
- Melissa McBride... Carol Peletier
- Jeryl Prescott Sales... Jacqui
- Madison Lintz... Sophia Peletier
- Maddie Lomax... Eliza Morales